# 3742 Sunshine
3742 Sunshine је астероид главног астероидног појаса са средњом удаљеношћу од Сунца која износи 2,556 астрономских јединица (АЈ).
Апсолутна магнитуда астероида је 13,6.